# Sporopipes
Sporopipes är ett fågelsläkte i familjen vävare inom ordningen tättingar med två arter som förekommer i Afrika söder om Sahara:
- Mustaschvävare (S. squamifrons)
- Rostnackad vävare (S. frontalis)